# Porogramme graphica
Porogramme graphica är en svampart som först beskrevs av Giacopo Bresàdola, och fick sitt nu gällande namn av Narcisse Theophile Patouillard 1900. Porogramme graphica ingår i släktet Porogramme och familjen Polyporaceae.   Inga underarter finns listade i Catalogue of Life.